# Bessenay
Bessenay este o comună în departamentul Rhône din sud-estul Franței. În 2009 avea o populație de 2.230 de locuitori.

## Evoluția populației
| An        | 1975  | 1982  | 1990  | 1999  | 2006  | 2009  |
| --------- | ----- | ----- | ----- | ----- | ----- | ----- |
| Populație | 1.303 | 1.572 | 1.611 | 1.830 | 2.137 | 2.230 |